# Болгар Багрянов
Болгар Георгиев Багрянов е български драматичен артист, режисьор и театрален деец.

## Биография
През 1921-1923 г. ръководи Видинския народен театър. В периодите 1923-1924 и 1925-1926 г. е директор на Плевенския градски театър. За кратко през 1924-1925 г. играе на сцената на Разградския театър, а от 1925 до 1927 г. е режисьор в Ломския читалищен театър. Творчеството му има новаторско значение, особено като организатор и режисьор-новатор в провинциалните театри във Видин, Пловдив, Разград, Плевен. 

## Роли
- Пастор Хавке в „Огньовете на св. Ивановата нощ“ – Херман Зудерман
- Георг в „Огньовете на св. Ивановата нощ“ – Херман Зудерман
- Дяволът в „Дяволът“ – Франц Молнар
- Граф Траст в „Чест“ – Херман Зудерман[1][2]

## Постановки
- „Чест“ – Херман Зудерман;
- „Борислав“ – Иван Вазов
- „Тоска“ – Викториен Сарду
- „Змейова сватба“ – Петко Тодоров
- „Моралът на г-жа Дулска“ – Габрилеа Заполска[1][2]